# Columbus-prisen
Columbus-prisen er en pris der ved passende lejligheder tildeles en person eller institution, der i den offentlige debat holder fast i ideerne om demokrati, ægte politisk engagement og betydningen af saglige argumenter – og som derved gør det spændende at være lærer i samfundsfag.
Columbus-prisen er indstiftet af FALS, Samfundsfagslærerne i Gymnasiet og HF og Forlaget Columbus. 
Prisen blev indstiftet af fonden i anledning af at samfundsfag havde eksisteret 25 år i gymnasiet. Prisen kan ikke søges. Ved prisuddelingen skal offentligheden orienteres for at styrke kendskabet og interessen for samfundsfag.
Indtil 2018 har følgende modtaget prisen:
- 1991 redaktør Preben Wilhjelm
- 1993, medlem af Folketinget Ritt Bjerregaard
- 1995, redaktør Knud Vilby
- 1996, Danmarks Radios Orientering i P1
- 1997, tidl. nationalbankdirektør Erik Hoffmeyer
- 1998, Ugebrevet Mandag Morgen
- 2000, professor Erik Jørgen Hansen
- 2002, sociologen Henrik Dahl
- 2006, professor Jørgen Goul Andersen
- 2008, magasinet RÆSON
- 2009, filminstruktøren Christoffer Guldbrandsen
- 2010, professor Marlene Wind
- 2013, journalist Martin Krasnik
- 2014, de to tænketanke Arbejderbevægelsens Erhvervsråd og CEPOS
- 2015, forsker i international politik Peter Viggo Jakobsen
- 2016, journalist og dokumentarist Nagieb Khaja
- 2017, debattør og aktivist Emma Holten
- 2018, DR Detektor
- 2019, Ungdommens Folkemøde
- 2021, HOPE-projektet

## Eksterne links
- Columbus-Prisen– information fra Forlaget Columbus